# Neptunbassin (Potsdam)
Das Neptunbassin ist eine Brunnenanlage im Lustgarten von Potsdam. Es entstand 1746–1751 im Auftrag Friedrichs II. unter der Leitung von Johann August Nahl im Stil des Barock nach dem Vorbild des Apollobassins im Schlosspark von Versailles. Die Figurengruppe „Neptuns Triumph“ stellte Neptun und Amphitrite auf einem von Hippokampen gezogenen Siegeswagen dar, den Tritonen und Nereiden umgaben. Zwischen 1945 und 1960 wurde das Neptunbassin vollständig zerstört und anlässlich der Bundesgartenschau 2001 teilweise wiederhergestellt.

## Geschichte

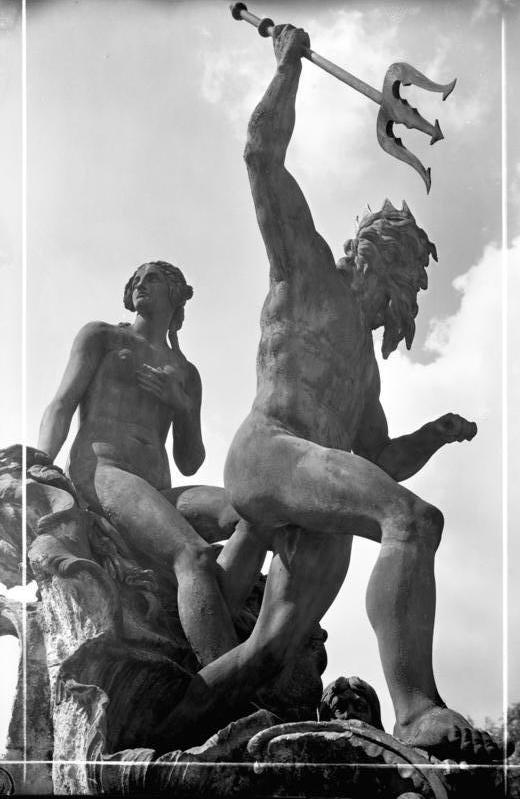
Detail der Neptungruppe, vor 1945

Die Gartenanlage des Stadtschlosses Potsdam wurde nach 1664 im Zusammenhang mit dem Umbau des Schlosses durch den Großen Kurfürsten Friedrich Wilhelm als Lustgarten neu gestaltet. Sein Nachfolger Friedrich I. ließ 1704–09 durch Baumeister Jean de Bodt das Bassin verschönern und mit der Havel verbinden. Friedrich II. ließ den Lustgarten wieder künstlerisch verschönern. Im Jahr 1746 beauftragte Friedrich II. den Bildhauer Johann August Nahl den Älteren das Neptunbassin im Lustgarten zu entwerfen. Als Vorbild diente das Apollobassin im Schlosspark von Versailles. Nahl schuf den Hauptentwurf, aber übertrug den Bildhauern Johann Peter Benkert und Johann Gottlieb Heymüller die Ausführung. Die Bildhauerarbeit Benckerts und Heymüllers war im Januar 1748 fertiggestellt.
Der Neptunbrunnen bestand aus einem großen Wagen, wo sich der Meeresgott Neptun (mit Dreizack) und seine Frau die Meeresgöttin Amphitrite (oder Thetis) befanden. Den Wagen zogen zwei Pferde, sechs Tritonen mit Fischschwänzen und Schneckenhörnern. Zwei auf Delphinen reitende Nereiden umgaben den Wagen mit dem Meeresgott und der Meeresgöttin. Im Laufe der Geschichte wurde die Gruppe mehrfach (1763, 1788–1792, 1846/1847, 1934) verändert.
Zu DDR-Zeiten, in den Jahren 1950 bis 1960, wurden das Bassin zugeschüttet und die im Zweiten Weltkrieg beschädigten Figuren von dem VEB Steinmetz Lehrbetrieb im Auftrag der DDR vernichtet. Es ist aber auch bekannt, dass Potsdamer einzelne Skulpturenteile des Potsdamer Neptunbrunnens vor der Zerstörung durch die DDR bewahrt haben.
Im Jahr 2001 legte die Untere Denkmalschutzbehörde anlässlich der Bundesgartenschau das zugeschüttete Bassin frei und restaurierte es. Zugleich gründete auf Initiative des damaligen Direktors des benachbarten Mercure Hotels, Rudolph Freiherr von Ketteler, der Rotary Club Potsdam eine Fördergesellschaft zur Wiederherstellung der Neptungruppe. Im Jahr 2003 fand man eine Tritonenfigur in einem Garten in Kleinmachnow, 2004 den Kopf des Tritonen, der den Triumphzug anführt, in einem Garten in Bergholz-Rehbrücke. Die Potsdamer Künstler Raiko Epperlein und Rainer Fürstenberg installierten 2006 ein Modell aus Stahl, Licht und Wasser, das die fehlenden Teile der Neptungruppe im Bassin nachbildet.
Im Jahr 2011 wandten sich Ketteler und Gundula Christl von der Unteren Denkmalschutzbehörde an die Bevölkerung: „Allein die Tatsache, dass es noch Teile gibt, zählt für uns. Wir flehen, wir bitten, wir fordern diejenigen auf, die noch Reste des Ensembles beherbergen, uns zu helfen.“ Sie versicherten, dass niemand sich von den geborgenen Einzelstücken trennen müsse. Es ginge darum, die geretteten Einzelstücke zu vermessen. Ein Anlegen des Maßbandes oder ein Abguss vom Original sei ausreichend, weil die Maße, trotz überlieferter Aufnahmen, nicht eindeutig bestimmt werden könnten.

## Galerie

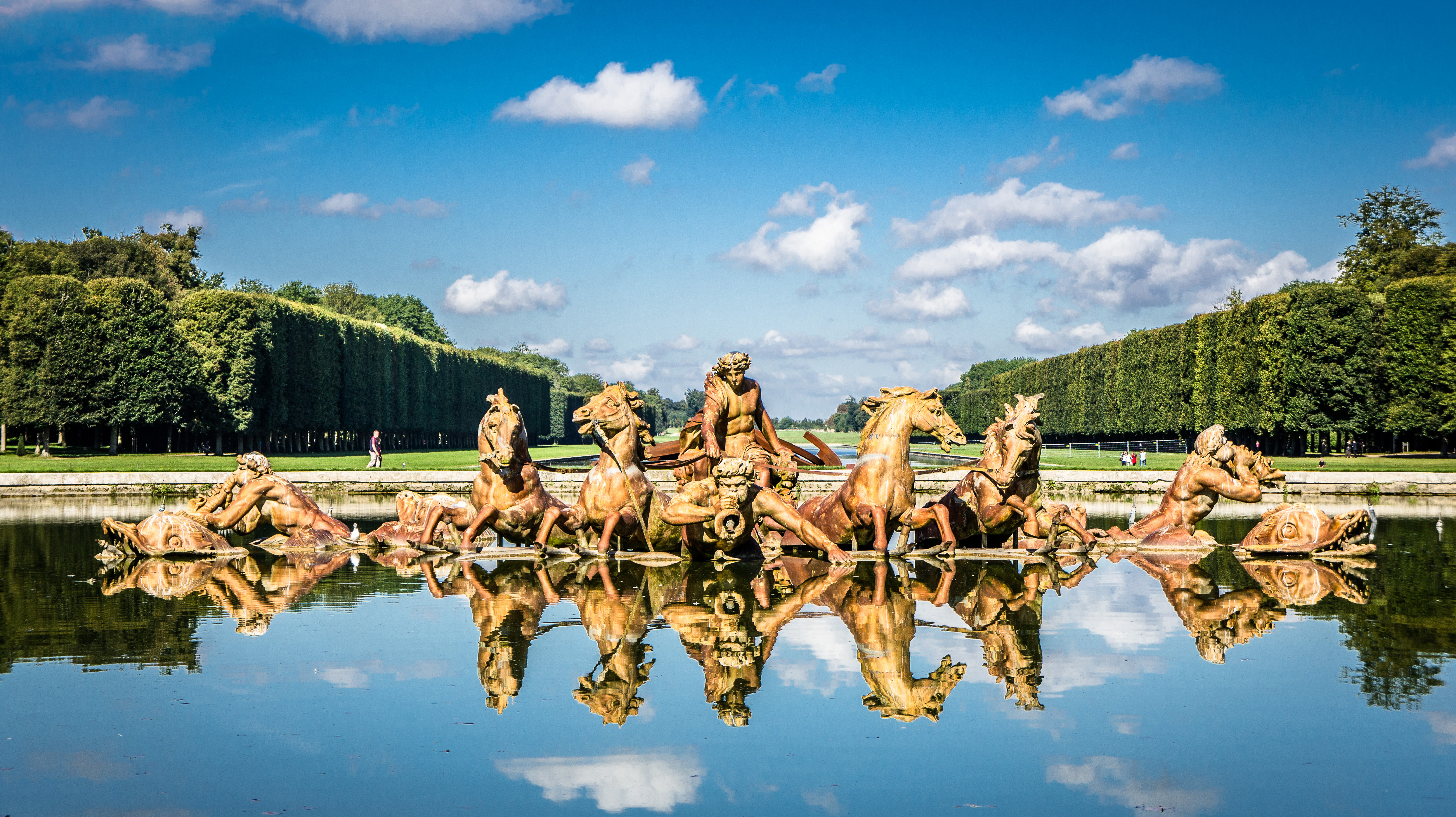
Apollobassin im Schlosspark von Versailles
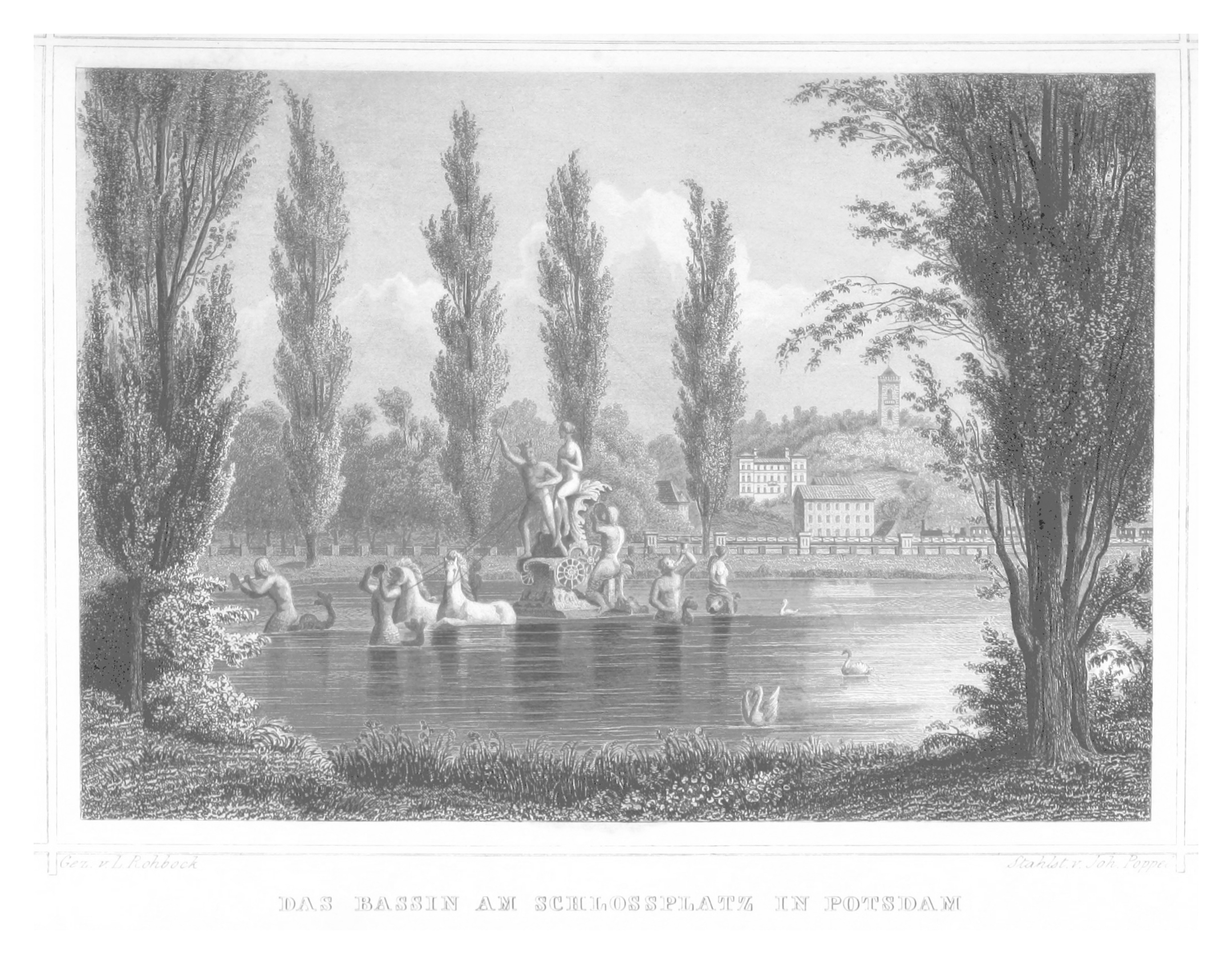
Neptunbassin auf einem Stich von Johann Poppel, 1852
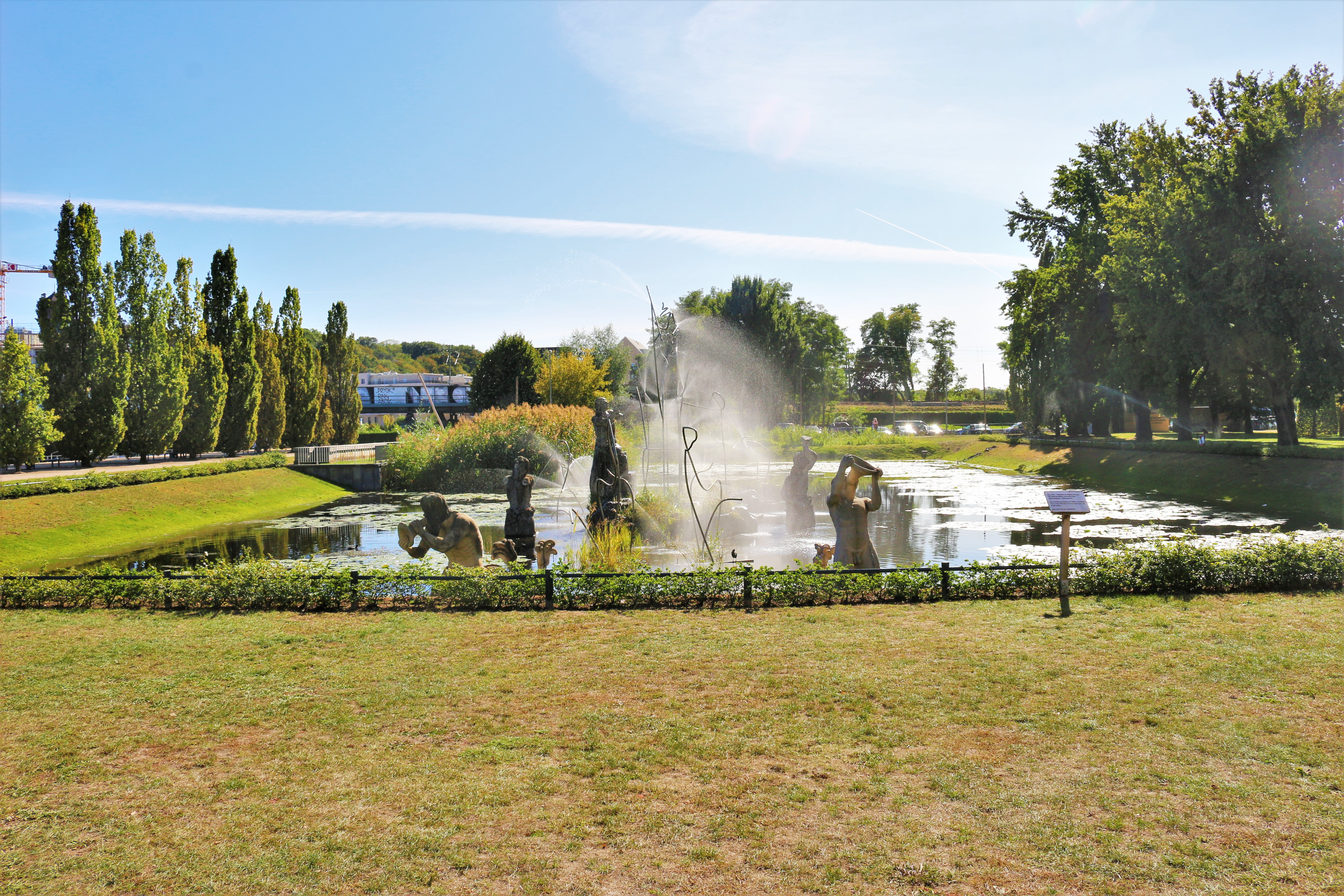
Neptunbassin, 2020
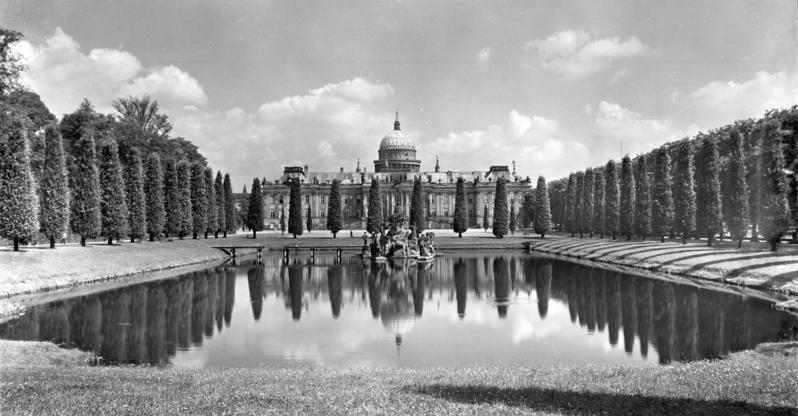
Ansicht des Neptunbassins mit dem Stadtschloss im Hintergrund, vor 1945
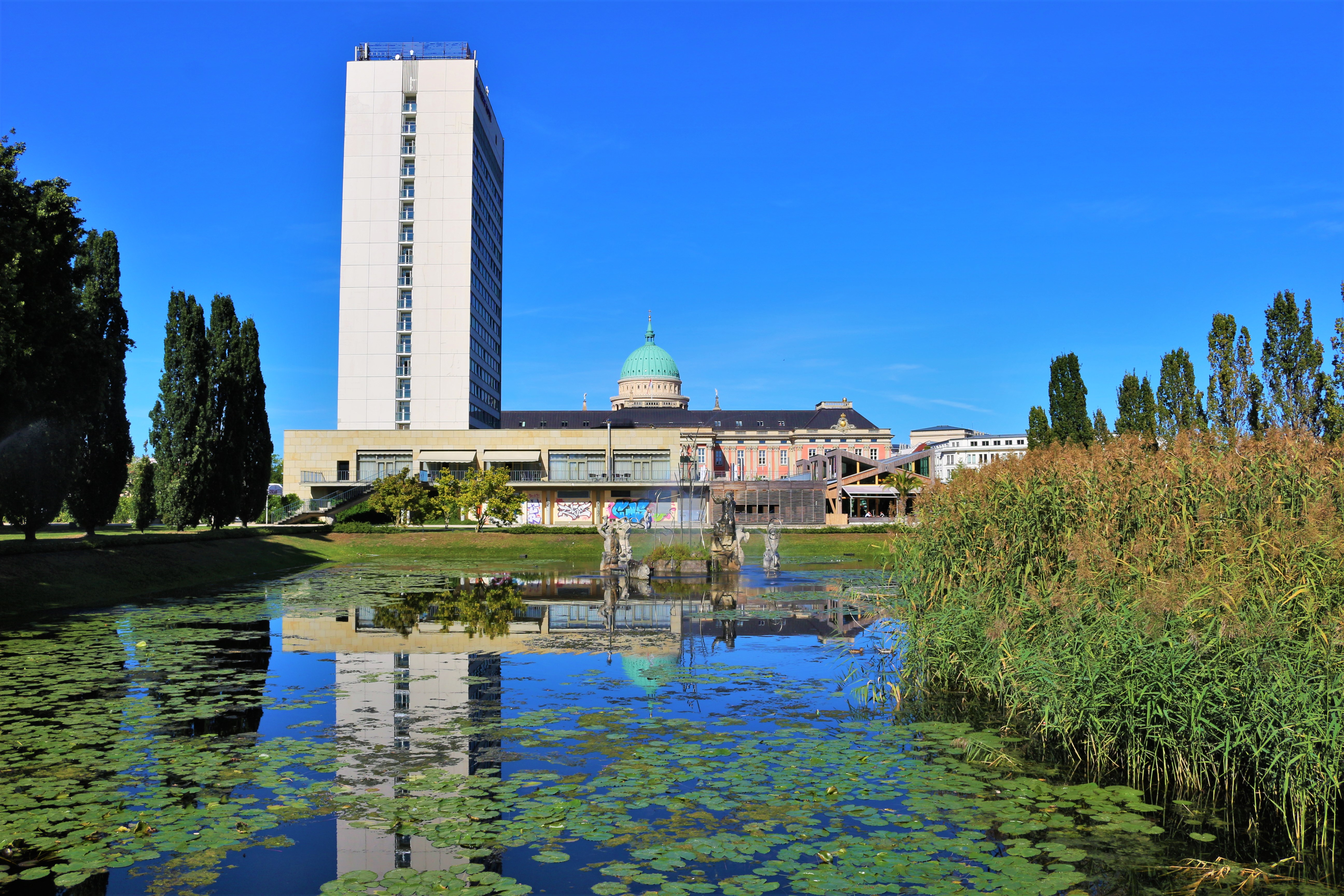
Ansicht des Neptunbassins mit dem Stadtschloss und das DDR-Hochhaushotel im Hintergrund, 2020
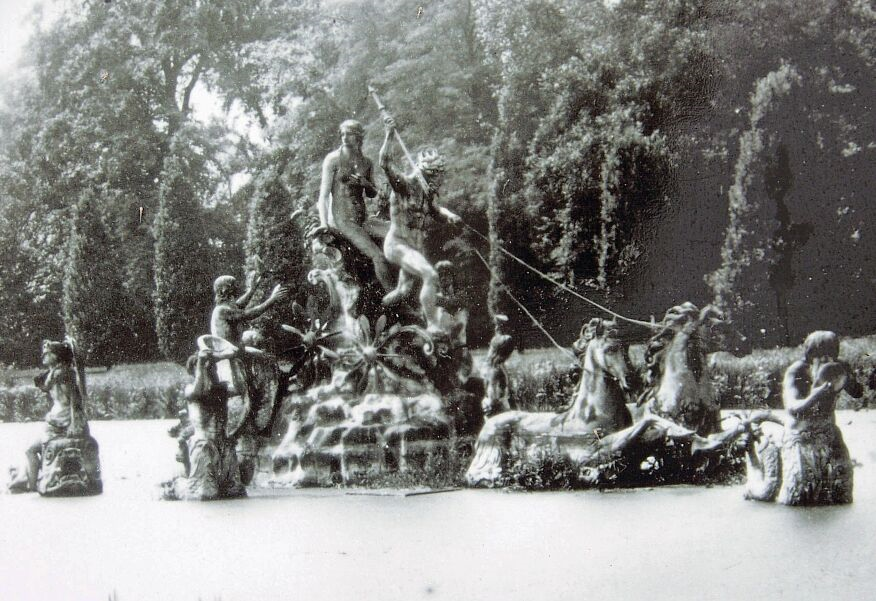
Neptungruppe, 1918
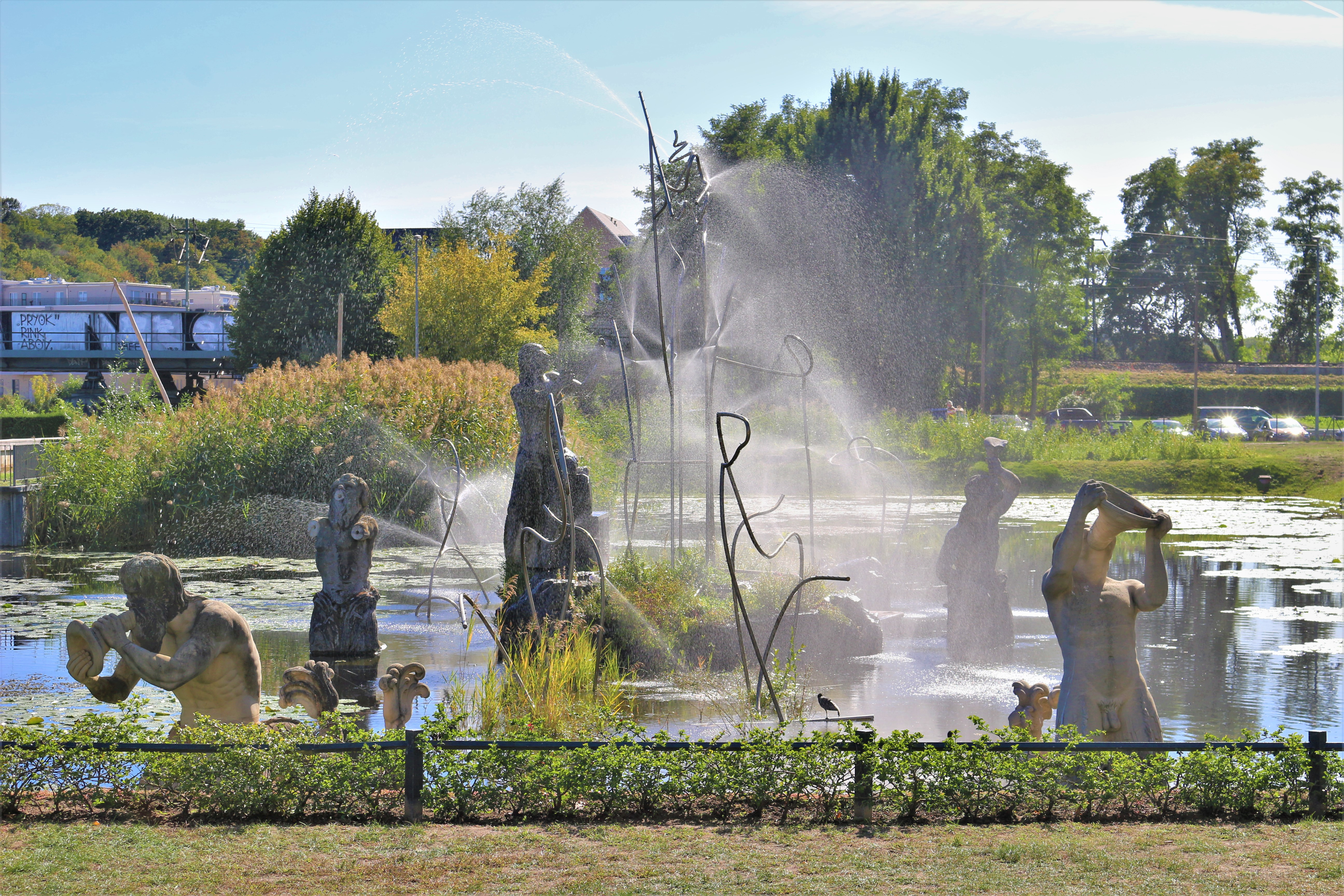
Neptunsbassin, 2020
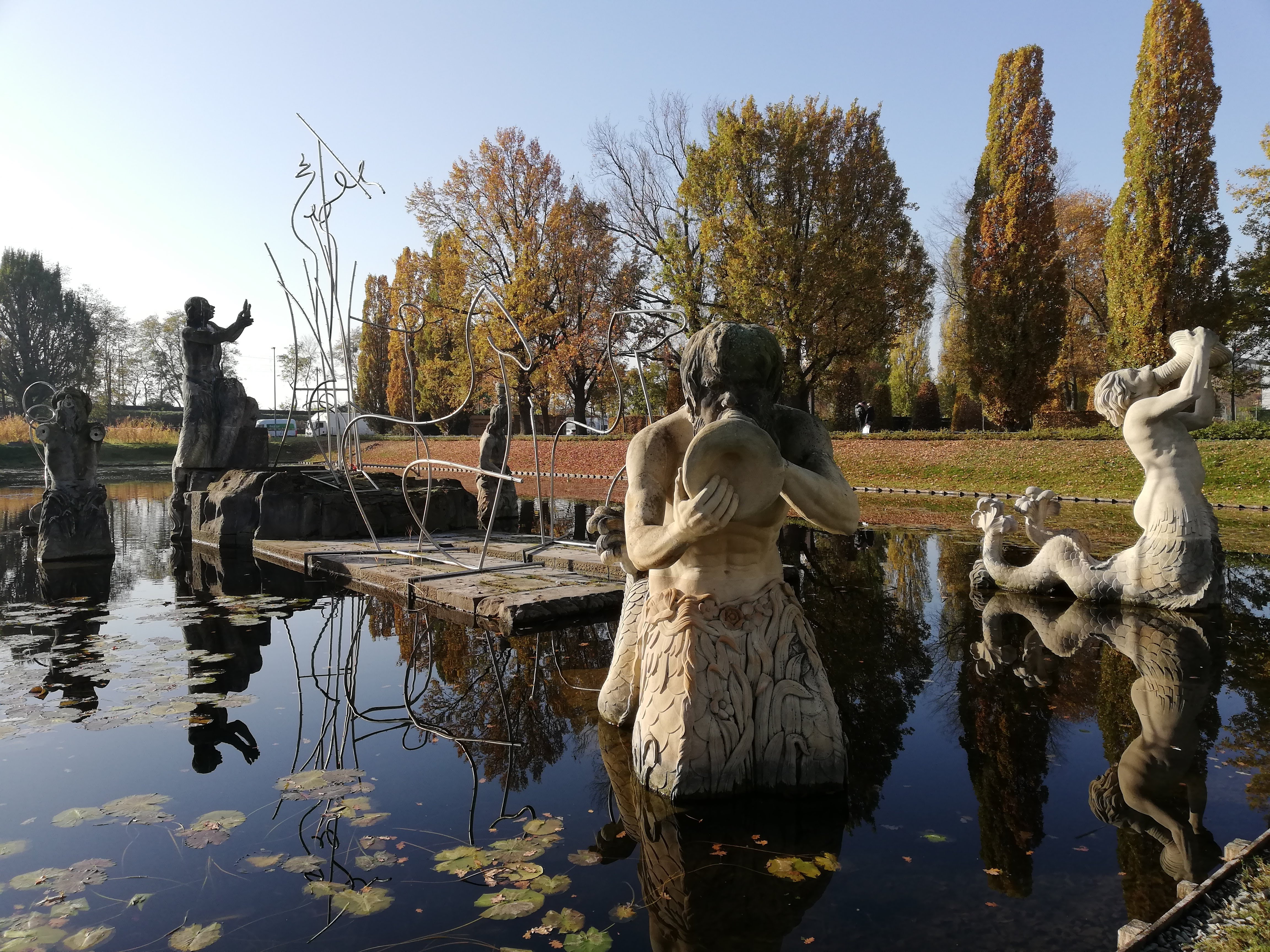
Neptunsbassin, 2020